# Woldemar Hottenroth
Pour les articles homonymes, voir Hottenroth.
Woldemar Hottenroth, né le 20 août 1802 à Blasewitz et mort le 6 septembre 1894 à Wachwitz, est un peintre saxon de portraits, de paysages et de genre de la fin du style romantique.

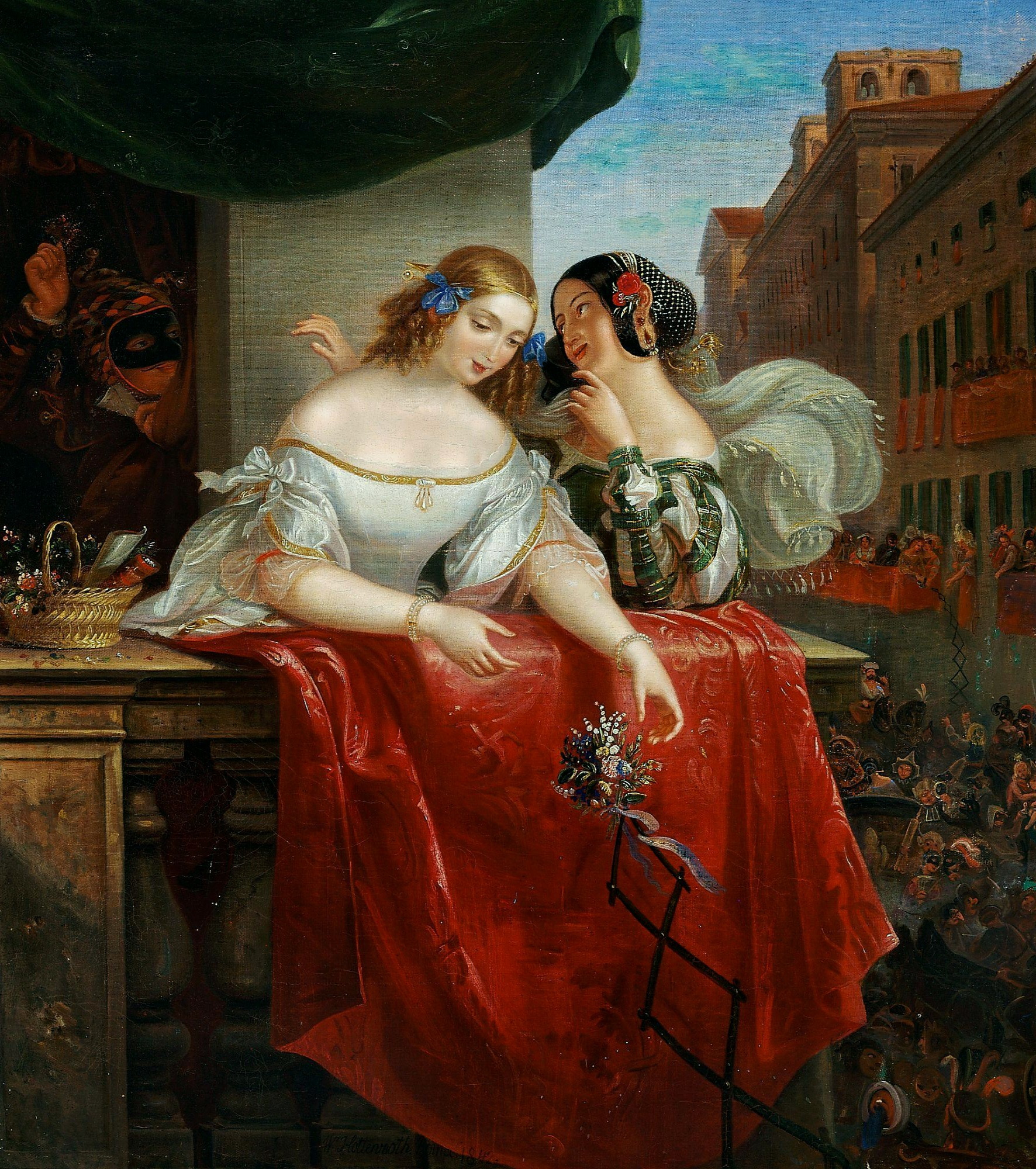
Carnaval Romain (1842). Une copie de cette peinture, signée par Augustus Egg et intitulée Feria à Séville, serait à l’ambassade britannique à Madrid depuis 1952

## Biographie
Woldemar Hottenroth naît le 20 août 1802 à Blasewitz.
Son père travaille comme serviteur de la reine Marie Amalie von Pfalz-Zweibrücken (1752-1828). Ses ancêtres sont des marchands italiens venus en Allemagne lors de la construction de la cathédrale de Dresde. À l'école catholique locale, un de ses camarades de classe est Ludwig Richter, et il montre d'abord ses talents artistiques en coloriant les gravures du père de Ludwig, Carl August Richter. En 1816, il commence à suivre des cours de dessin à l'Académie des Beaux-Arts de Dresde. Plus tard, il assiste aux cours d'art réguliers, où il étudie avec Friedrich Matthäi et Ferdinand Hartmann. Il obtient son diplôme en 1826.
Avec son frère, Edmund Hottenroth (qui deviendra plus tard un peintre paysagiste réputé), il fait un voyage à travers le Riesengebirge et d’autres régions de Bohême. De 1828 à 1830, une bourse leur permet de poursuivre leurs études en France (où il est influencé par Ary Scheffer et Horace Vernet ), puis en Italie. À Rome, ils font partie du cercle des peintres allemands et suivent les cours de Joseph Anton Koch et de Johann Christian Reinhart.
Il retourne en Allemagne en 1843, vit à Hambourg avec sa nouvelle épouse, puis effectue un second séjour en Italie de 1851 à 1853, puis retourne à Dresde. Travaillant en tant qu'artiste indépendant, il continue à beaucoup voyager. Beaucoup de ses travaux ultérieurs sont réalisés à la manière de Biedermaier. Il meurt à sa résidence d'été Am Steinberg dans le district de Wachwitz.
Woldemar Hottenroth meurt le 6 septembre 1894 à Wachwitz.